# Chloraea volkmannii
Chloraea volkmannii är en orkidéart som beskrevs av Rodolfo Amando Philippi och Friedrich Fritz Wilhelm Ludwig Kraenzlin. Chloraea volkmannii ingår i släktet Chloraea och familjen orkidéer. Inga underarter finns listade i Catalogue of Life.